# Пешково (Междуреченский район)
Пешково — деревня в Междуреченском районе Вологодской области на реке Малая Козланга.
Входит в состав Сухонского сельского поселения (с 1 января 2006 года по 8 апреля 2009 года входила в Враговское сельское поселение), с точки зрения административно-территориального деления — в Враговский сельсовет.
Расстояние до районного центра Шуйского по автодороге — 11 км. Ближайшие населённые пункты — Аксентово, Врагово, Калитино, Михалево, Щипино.
По переписи 2002 года население — 27 человек (14 мужчин, 13 женщин). Преобладающая национальность — русские (96 %).